# 戸沢正賜
戸沢 正賜（とざわ　まさのぶ）は、江戸時代中期の出羽国新庄藩の世嗣。

## 略歴
出羽国新庄藩9代藩主・戸沢正胤の長男として誕生。
新庄藩嫡子として生まれたが、父・正胤に先立って死去し、家督を相続することはなかった。正賜の死後は次弟・正令が世子となった。